# Harspelt
Harspelt (Haaschpelt en Luxembourgeois) est une municipalité allemande située dans le land de Rhénanie-Palatinat et l'arrondissement d'Eifel-Bitburg-Prüm.

## Géographie
La municipalité est délimitée à l’ouest par la frontière belge qui la sépare de la commune de Burg-Reuland en Communauté germanophone de Belgique et province de Liège. Le village belge le plus proche est Ouren directement à l’ouest.

Situation de la municipalité dans ses canton et arrondissement